# Halet Cambel
Halet Çambel (Berlino, 27 agosto 1916 – Istanbul, 12 gennaio 2014) è stata un'archeologa turca.
È stata anche prima schermitrice turca e la prima donna musulmana della storia a partecipare ad un'olimpiade. 

## Biografia
Sua madre, Remziye Hanım, era la figlia di Ibrahim Hakki Pasha, ex gran visir (in lingua turca ottomana: sadrazam o vezir-i âzam), equivalente al primo ministro dell'Impero ottomano, ambasciatore ottomano in Germania in quel periodo. Suo padre Hasan Cemil Çambel, era un diplomatico, addetto militare presso l'ambasciata. Frequentò il Liceo femminile di Arnavutköy (Arnavutköy Kız Lisesi) ad Istanbul. Dopo un periodo di formazione in Archeologia, Preistoria e Storia antica presso l'Università della Sorbona di Parigi, nel 1940 conseguì il dottorato. Nel 1946, insieme all'archeologo Helmuth Theodor Bossert, scoprì la cittadella fortificata di Karatepe alla quale dedicò tutta la sua vita. Sposò Nail Cakirhan, che l'aiutò a realizzare il primo museo turco all'aperto su progetto dell'ingegnere Turgut Cansever.
Oggi il museo si chiama: Karatepe-Aslantaş Acık Hava Müzesi.

## Opere
- (DE)  Šantaš und Kupapa. Neue Beiträge zur Entzifferung der kretischen und hethitischen Bilderhandschrift, 1932
- (DE)  Geschichte des Kunstgewerbes aller Zeiten und Völker, 6 Bände, Wasmuth, Berlin 1928-1935
- (EN)  The art of ancient Crete, London, 1939
- (DE)  Altanatolien, E. Wasmuth, Berlino 1942
- (DE)  Ornamente Der Volkskunst: Gewebe, Teppiche, Stickereien, Wasmuth, 1949
- (DE, TR) Die Ausgrabungen auf dem Karatepe (Erster Vorbericht) - Karatepe Kazilari. Birinci ön-rapor, Ankara 1950
- (DE)  Altsyrien, 1951
- (DE)  Janus und der Mann mit der Adler- Oder Greifenmaske, Istanbul: Nederlands Historisch-Archaeologische Institut in her Nabije Oosten, 1959.